# Kungsgårdsholmarna och Prostnäset
Kungsgårdsholmarna och Prostnäset är ett naturreservat i Avesta kommun i Dalarnas län.
Området är naturskyddat sedan 2015 och är 158 hektar stort. Reservatet omfattar Kungsgårdsholmarna i väst och en del av Prostnäset i öst samt även en liten del av Sandholmen. Reservatet består främst av lövskog.